# Alfonso Canzio
Alfonso Canzio (Barrafranca, 30 luglio 1872 – Barrafranca, 13 dicembre 1919) è stato un sindacalista italiano.

## Biografia
Alfonso Canzio nacque il 30 luglio 1872 a Barrafranca, figlio di Alfonso Canzio e Concetta Marchi. Nella seconda metà degli anni venti, fu il fondatore della locale Lega di Miglioramento dei Contadini e l'anima del movimento socialista barrese.
Fu anche consigliere comunale. Nel 1911 lo troviamo alla guida della lotta contro l'Amministrazione comunale guidata da Luigi Bonfirraro che aveva imposto, tra l'altro, l'obbligo di servirsi delle carrozze comunali per il trasporto dei defunti e ne aveva aumentato i costi di servizio.
Nel primo dopoguerra guidò le lotte contadine riuscendo ad imporre contratti favorevoli ai lavoratori della terra. Ma la reazione agraria, a Barrafranca come in tutta la Sicilia, non si fece attendere: il 29 gennaio 1919 venne assassinato Giovanni Zangara, segretario della sezione socialista di Corleone, il 22 settembre Giuseppe Rumore, segretario della "Lega di Miglioramento" e della sezione del PSI di Prizzi, il 13 dicembre toccò ad Alfonso Canzio, il 29 febbraio 1920 cadde Nicola Alongi, il 14 ottobre chiuse la lunga serie di attentati mortali l'omicidio di Giovanni Orcel, segretario della FIOM di Palermo. Esecutrice di questi efferati delitti fu la mafia agraria che si vedeva gravemente minacciata dall'impegno radicale di questi dirigenti del movimento contadino.
Gli agrari e la mafia locale non avevano perdonato al Canzio il suo coraggioso ruolo dirigente svolto nel movimento e così gli tesero un vile agguato, ferendolo gravemente con pallettoni unti d'aglio davanti alla sua abitazione. Una settimana dopo l'attentato, la sopraggiunta gangrena lo condusse alla morte.